# رينيه برون
رينيه برون (بالفرنسية: René Brun)‏ (و. 1908 – 2001 م) هو ممثل، من فرنسا، ولد في باريس، توفي عن عمر يناهز 93 عاماً.

## وصلات خارجية
- رينيه برون على موقع IMDb (الإنجليزية)
- رينيه برون على موقع قاعدة بيانات الفيلم (الإنجليزية)